# Avenue Émile Duray
L’avenue Émile Duray (en néerlandais : Émile Duraylaan) est le nom d'une avenue d'Ixelles et de la Ville de Bruxelles, à Bruxelles.

## Historique
Elle fut tracée en vue de l’Exposition universelle de Bruxelles en 1910 qui se tint à la plaine du Solbosch entre l’avenue des Nations, actuelle avenue Franklin Roosevelt, et l’avenue Adolphe Buyl. Elle fut dans un premier temps appelée avenue Courbe en 1909 par allusion à son tracé, ensuite avenue de la Patrie et enfin avenue Émile Duray.
Les autorités communales avaient par cette dénomination, choisi d’honorer un mandataire public ixellois : conseiller communal, échevin en 1900 et bourgmestre de 1904 à sa mort en 1918, il fut aussi président du Conseil provincial.
Le principal ornement de cette avenue est l'immeuble à appartements construit par Camille Damman en 1922-1923, au no 62-68 de cette avenue et au no 4 de l'avenue de la Folle Chanson. Connu avant-guerre sous le nom de Palais de la Cambre, cet immeuble présente un bon équilibre en souci décoratif et rigueur architecturale. En effet, à la hauteur du quatrième étage, l’édifice s’adorne de figures allégoriques, le Commerce et l’Industrie, dues au ciseau de Jacques Masin. Chacune des entrées principales est rehaussée d’un tympan sculpté.

## Galerie

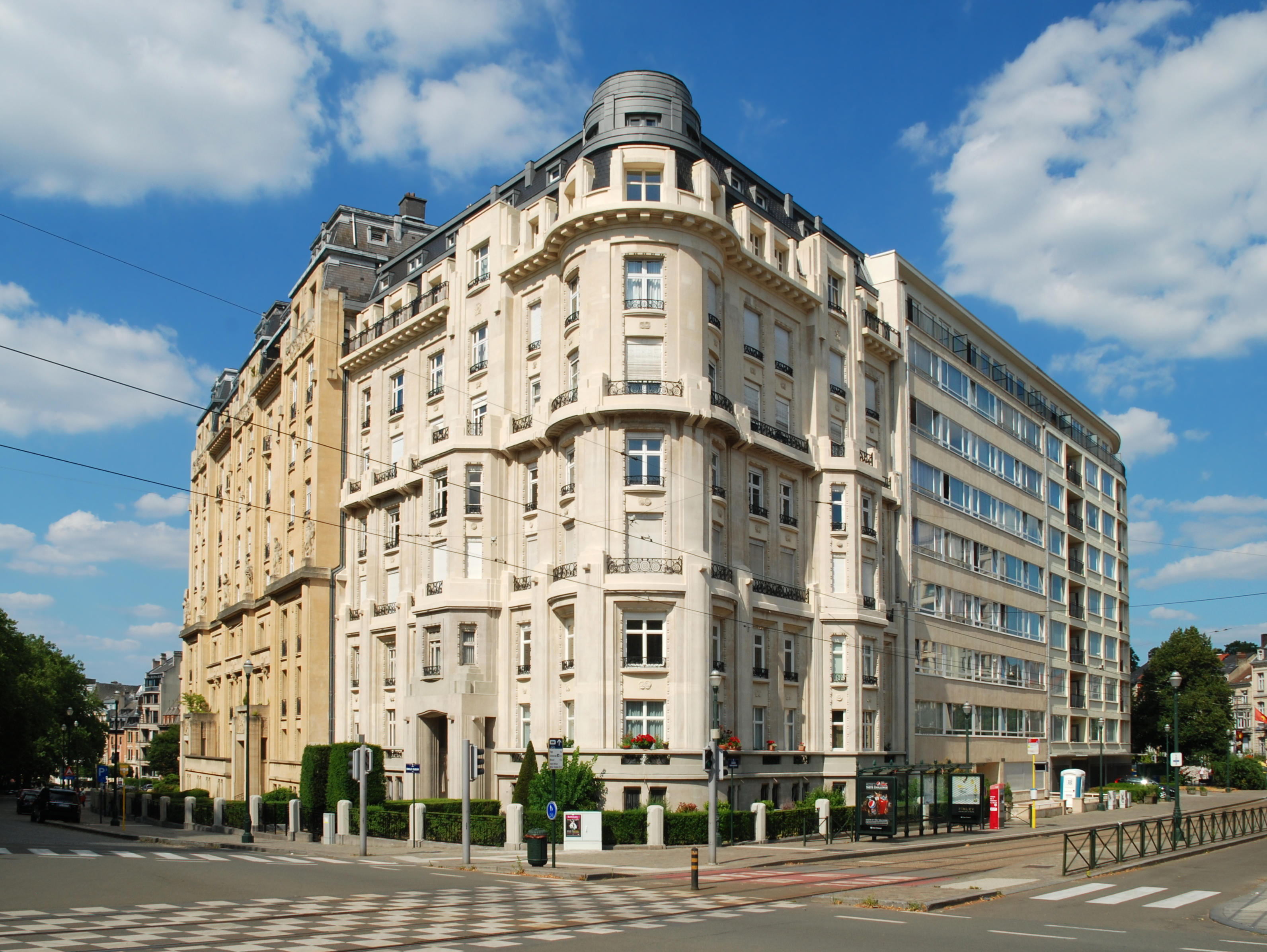
Palais de la Cambre (Camille Damman).
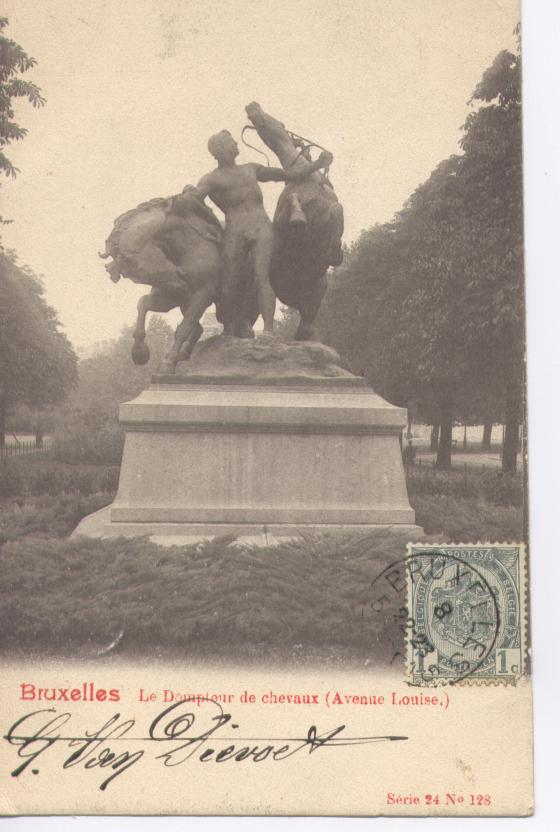
Le Dompteur de chevaux, sculpture par Thomas Vinçotte, 1885.
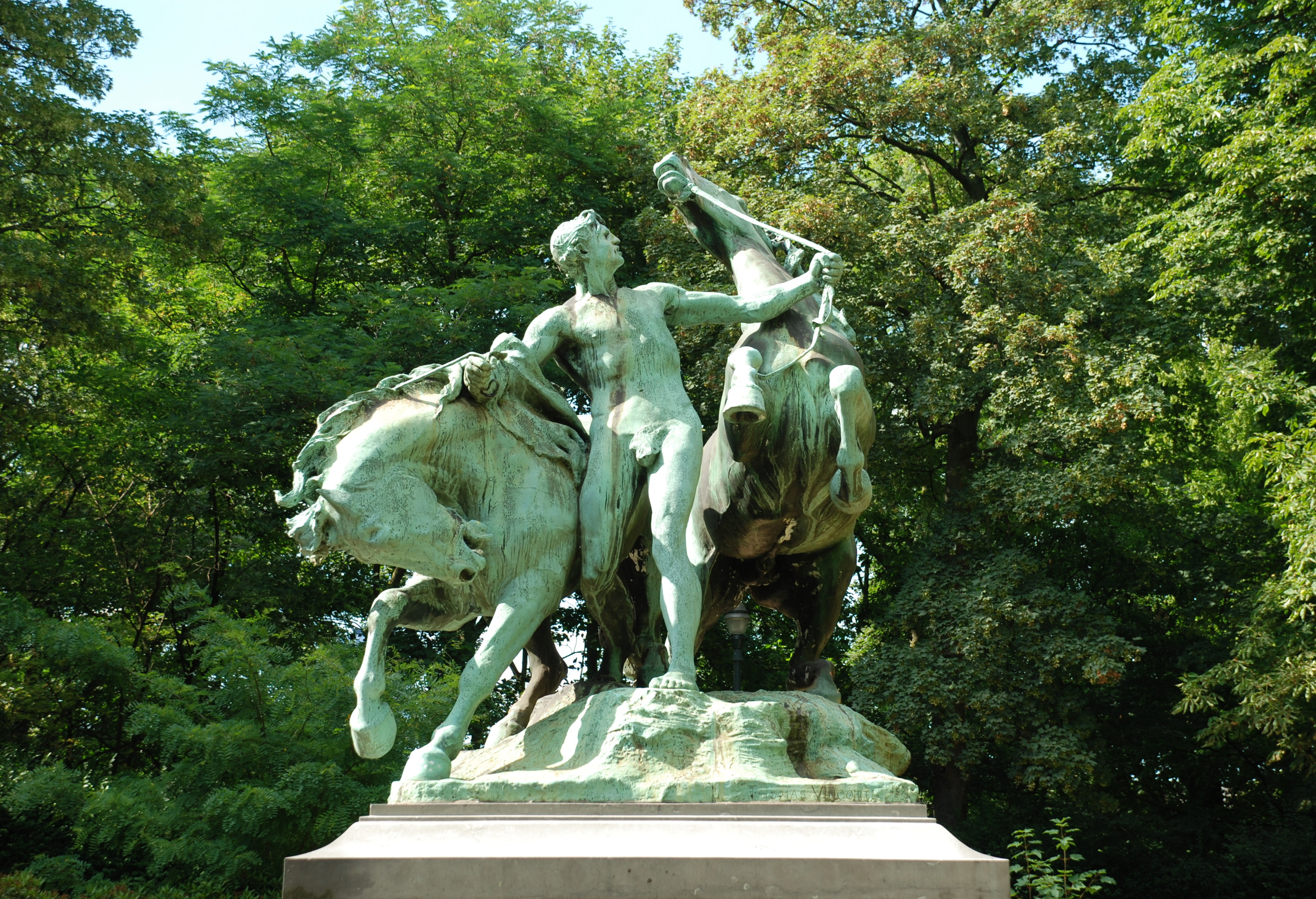
Le Dompteur de chevaux.
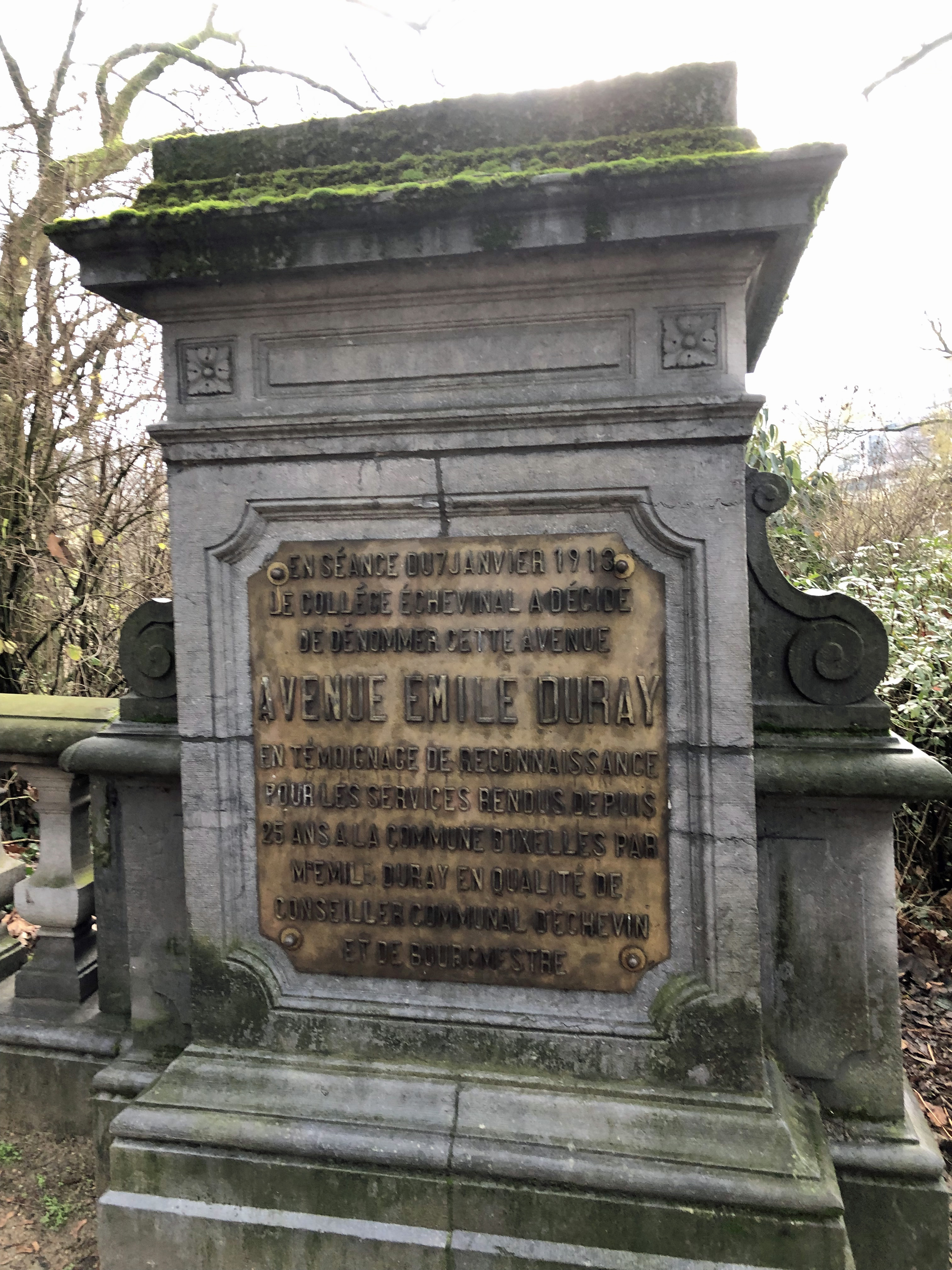
Plaque en hommage à Émile Duray (Abbaye de la Cambre).